# Bodhan
Bodhan là một thành phố và khu đô thị của quận Nizamabad thuộc bang Andhra Pradesh, Ấn Độ.

## Địa lý
Bodhan có vị trí 18°40′B 77°54′Đ / 18,67°B 77,9°Đ Nó có độ cao trung bình là 357 mét (1171 foot).

## Nhân khẩu
Theo điều tra dân số năm 2001 của Ấn Độ, Bodhan có dân số 71.355 người. Phái nam chiếm 50% tổng số dân và phái nữ chiếm 50%. Bodhan có tỷ lệ 60% biết đọc biết viết, cao hơn tỷ lệ trung bình toàn quốc là 59,5%: tỷ lệ cho phái nam là 66%, và tỷ lệ cho phái nữ là 53%. Tại Bodhan, 14% dân số nhỏ hơn 6 tuổi.